# Artur
Artur je moško osebno ime.

## Izvor imena
Ime Artur smo k nam najverjetneje dobili iz nemškega govornega področja. Nemci ime pišejo tudi Arthur. Tako se to ime piše tudi v angleščini in francoščini. Sam razvoj imena razlagajo s keltsko besedo arth v pomenu »medved«. Arthur je bil okoli leta 500 mitološki kralj keltskih Britancev in Bretoncev, ki nastopa v številni srednjeveških legendah in romancah.

## Različice imena
Art, Arthur, Arti, Arturo

## Tujejezikovne različice imena
- pri Angležih, Francozih, Nizozemcih: Arthur
- pri Fincih: Arttu
- pri Italijanih, Špancih: Arturo
- pri Nemcih: Artur, Arthur

## Pogostost imena
Po podatkih Statističnega urada Republike Slovenije je bilo na dan 31. decembra 2007 v Sloveniji število moških oseb z imenom Artur 77.

## Osebni praznik
Imena Artur ni v naših koledarjih.

## Zanimivost
Znana Arturja 19. in 20. stoletja sta italijanski dirigent Arturo Toscanini in ameriški pianist poljskega rodu Arthur Rubinstein.